# 데이비드 콕스 (통계학자)
데이비드 콕스 경(영어: Sir David Roxbee Cox, 1924년 7월 15일~2022년 1월 18일)는 영국의 통계학자이다. 역사상 가장 위대한 통계학자 중 한명으로 꼽힌다.

## 생애
1924년 7월 15일 영국 버밍엄에서 출생하였다. 1944년 케임브리지 대학교에 입학하였다.
입학과 동시에 영국왕립비행단으로 배속되어 연구를 진행하였고, 1946년 졸업하였다. 이후 리즈에 위치한 영국 양모산업연구협회에서 근무하며 1949년 헨리 다니엘스의 지도하에 리즈 대학교에서 박사학위를 취득하였다.
케임브리지 대학교를 거쳐, 20여년간 영국 임페리얼 칼리지 런던의 교수와 수학과 학과장으로 재직하였고, 이후 옥스포드 대학교로 옮긴 후 그곳에서 은퇴하여 현재 명예교수로 있었으나 2022년 1월에 사망하였다.

## 업적
의학 및 다양한 분야에서 광범위하게 사용되는 비례위험모형(Proportional Hazard Model)을 창시하였다. 1972년에 이를 발표한 논문은 통계학 분야에서 역사상 가장 많이 인용된 논문 중 하나이다.
또한, 지금까지도 여러 분야에서 연구되고 응용되는 로지스틱 회귀 (Logistic Regression) 확률 모델과 콕스 과정 (Cox Process)의 창시자이기도 하며, 실험통계, 응용통계, 확률과정, 시계열분석 등 다양한 통계학 분야에 지대한 공헌을 하였다.
이러한 업적으로 영국왕립학회에서 수여하는 최고의 영예인 코플리 메달, 왕립통계학회에서 수여하는 가이 메달 등의 수많은 상을 수상하였다. 1973년에 영국왕립학회 석학회원이 되었으며, 1985년에 엘리자베스 2세로부터 기사작위가 서임되었다. 미국의 국립과학학회와 왕립덴마크과학학회의 석학회원이기도 하다.

## 같이 보기
- 회귀 분석
- 생존 분석
- 로그순위법